# Berzovia
Berzovia – wieś w Rumunii, w okręgu Caraș-Severin, w gminie Berzovia. W 2011 roku liczyła 2092 mieszkańców. 